# Mauritiusweber
Der Mauritiusweber (Foudia rubra) ist eine Vogelart aus der Familie der Webervögel (Ploceidae). Er ist endemisch auf Mauritius.

## Beschreibung

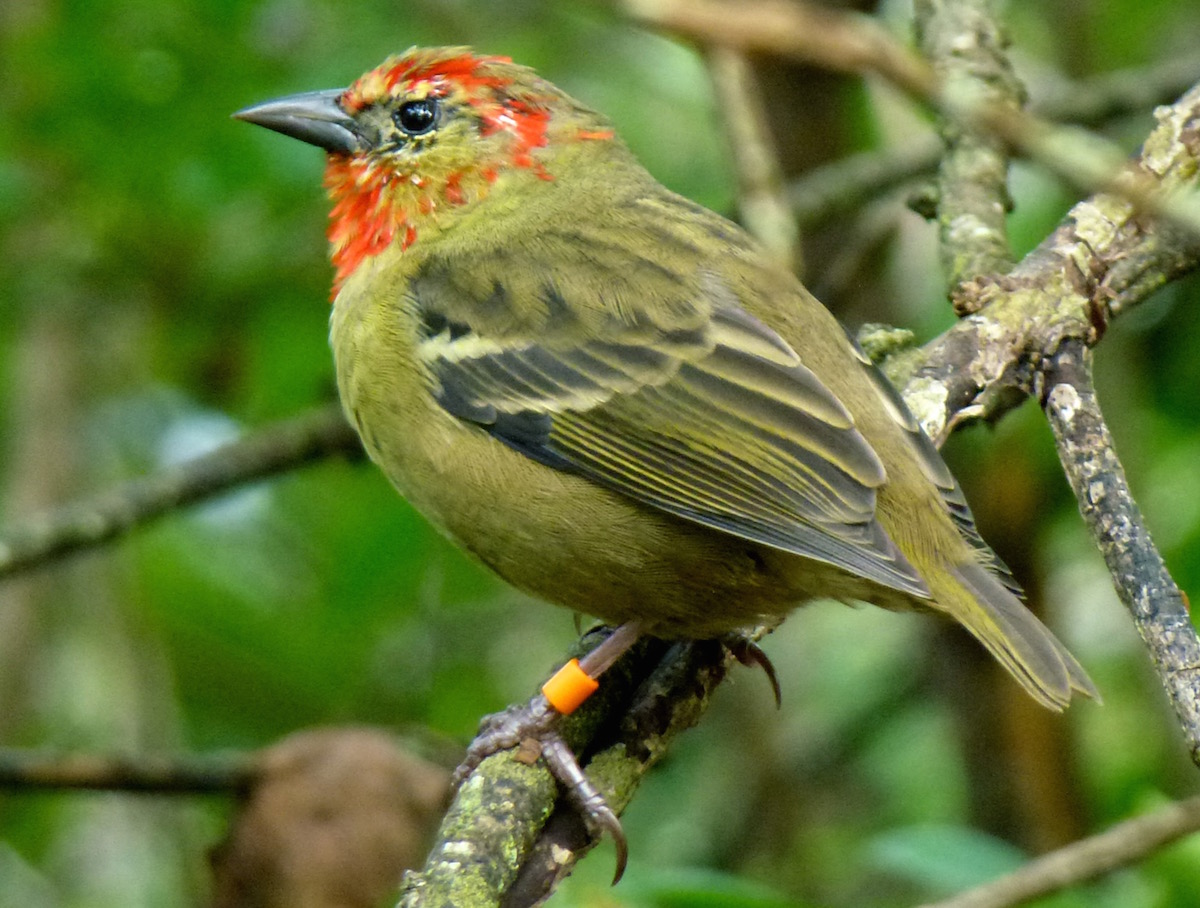
Männchen beim Gefiederwechsel ins Prachtkleid

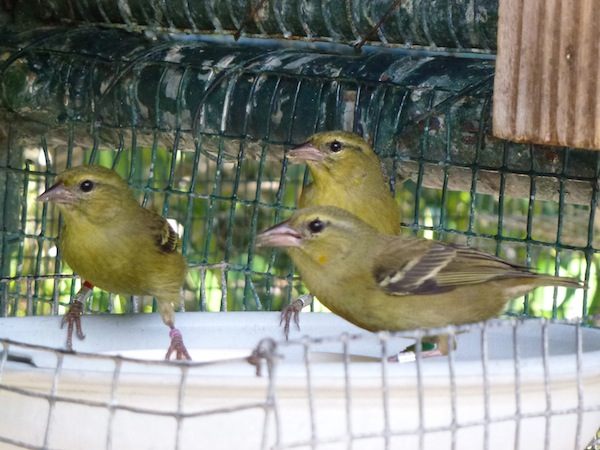
Weibchen am Futterhaus. Ältere Weibchen bekommen in der Brutsaison manchmal einzelne rote Federn.

Der Mauritiusweber erreicht eine Größe von 14 Zentimetern. Kopf, Hals und Brust sind beim Männchen im Prachtkleid zinnoberrot. Die Zügel sind schwarz. Der Rücken ist dunkelbraun. Flügel und Schwanz sind lederfarben gesträhnt. Bürzel und Oberschwanzdecken sind rötlich. Nichtbrütende Männchen, Weibchen und Jungvögel unterscheiden sich vom Madagaskarweber durch ihr dunkleres, weniger gesträhntes Gefieder, durch den plumperen Körperbau und den verhältnismäßig kürzeren Schwanz. Der Gesang besteht aus chip-chip-Tönen mit harschen Rufen.

## Lebensraum
Der Mauritiusweber bewohnt heimische Wälder im Südwesten Mauritius und auf der Île aux Aigrettes. Beobachtungen zwischen 1994 und 2003 zeigten, dass die Art immer häufiger in degradierten Wäldern mit nicht endemischen Pflanzen wie Kiefern und Sicheltannen anzutreffen ist, die einen besseren Schutz vor Fressfeinden bieten.

## Lebensweise

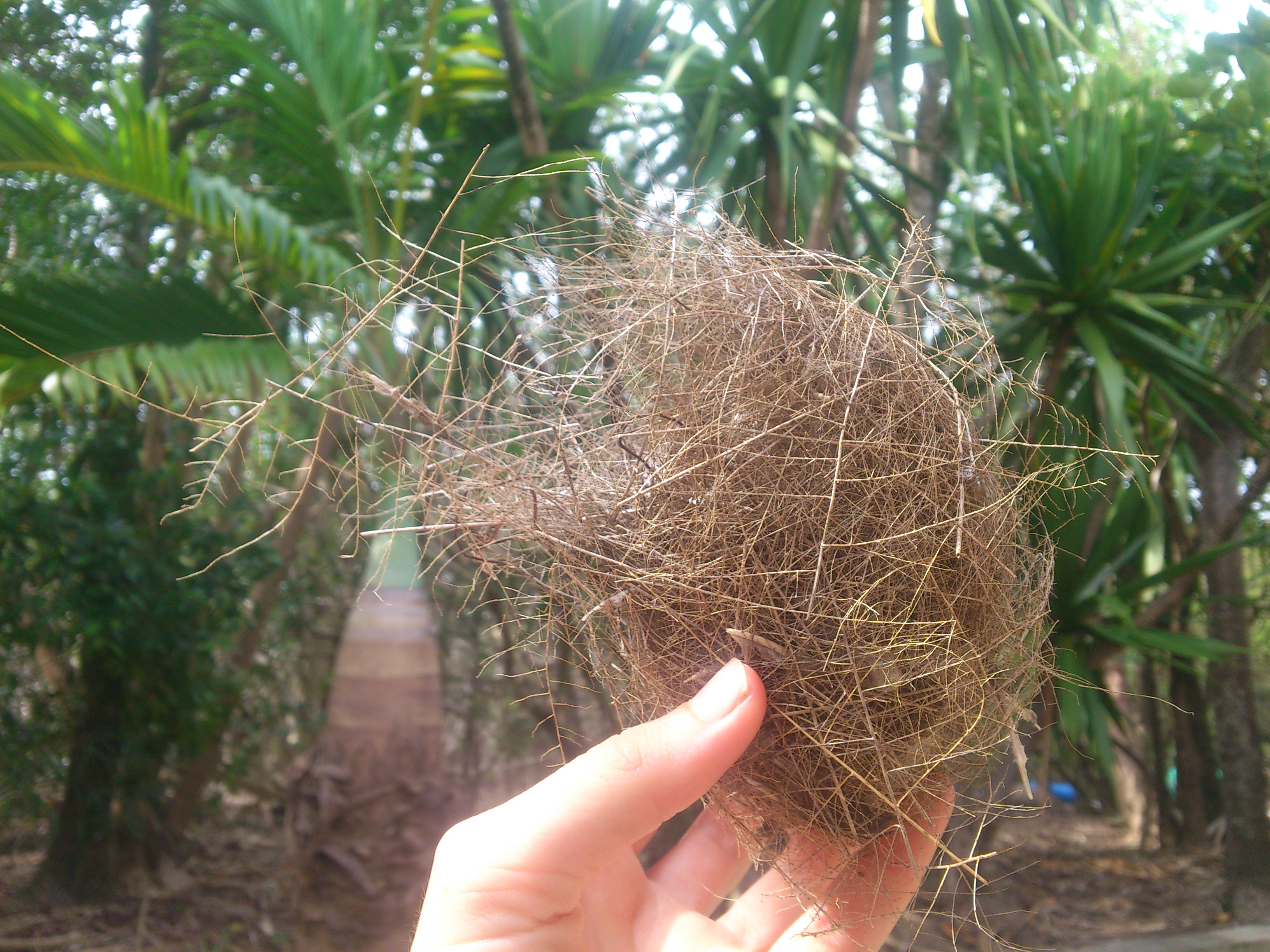
Nest (mit etwas ausgefranstem Eingang links oben)

Als die Mauritiusweber wieder angesiedelt wurden, bildeten sie feste Brutpaare und lebten monogam, was eine Ausnahme unter Webervögeln wäre. Sobald die Population angewachsen war und gute Reviere selten wurden, hatten die Männchen zwischen 1 und 4 Weibchen, die alle ihre eigenen Territorien im Revier des Männchens beanspruchten. Inzwischen wurden auch nicht verwandte Jungtiere beobachtet, die einem Paar dabei halfen ihre Brut aufzuziehen – eine Verhaltensweise die von Webervögeln bekannt ist. Die standorttreuen Paare beanspruchen Reviere von über einem Hektar und verteidigen diese das ganze Jahr über. Die Brutzeit erstreckt sich vom späten August bis zum frühen April und ist mit der futterreichen Regenzeit gebunden. Beide Geschlechter beteiligen sich am Nestbau, wobei das Weibchen das Nest am Ende mit weichen Pflanzenfasern und Federn auspolstert – was das Nest von den Nestern der invasiven Madagaskarwebern unterscheidet, die nicht ausgekleidet sind. Das Nest ist kuppelförmig mit einem runden Eingang seitlich oben. Zwei bis vier Eier werden gelegt und zwei Wochen von beiden Elterntieren bebrütet. Das Männchen hilft bei der Jungenaufzucht. Nach weiteren zwei bis drei Wochen verlassen die Jungen das Nest. Vor der Brutzeit vollziehen die männlichen Vögel eine Teilmauser, wobei im Kopfbereich und am Bürzel rote Federn wachsen. Nach der Brutsaison verlieren die Männchen ihr Prachtkleid wieder.
Die Nahrung besteht hauptsächlich aus Insekten, Nektar und Früchten. Die Vögel zeigen ein hohes Geschick bei der Nahrungssuche, sie entfernen oft Rinde und öffnen verklebte Blätter, um an Insekten oder Termiten zu kommen. Kleine Taggeckos sind auch auf dem Speiseplan und gelegentlich werden Nester von Vögeln, z. B. vom endemischen Mauritius-Brillenvogel geplündert.

## Status
Zwischen 1975 und 2001 sind die Bestände des Mauritiuswebers durch Rodungen der Hochlandwälder, der Nachstellung durch invasive Tierarten wie Hausratten und Javaneraffen sowie durch die Konkurrenz mit dem Madagaskarweber um 55 % zurückgegangen. 1975 wurden zwischen 247 und 260 Paare gezählt. Ende 2001 waren es zwischen 108 und 122 Paare. Seit 1993 ist eine Verlangsamung des Rückgangs zu verzeichnen. Durch ein Erhaltungszuchtprogramm unter Federführung der Mauritius Wildlife Foundation, des Gerald Durrell Endemic Wildlife Sanctuary und des National Parks and Conservation Service konnten 2005 47 Individuen auf der Île aux Aigrettes ausgesetzt werden. 2006 wurden 42 Jungvögel auf der Île Aux Aigrettes großgezogen. Heute zählt diese Subpopulation 135 Exemplare.